# Hadrodactylus flavofacialis
Hadrodactylus flavofacialis là một loài tò vò trong họ Ichneumonidae.